# Oxaloacetasa
La oxaloacetasa (EC 3.7.1.1) es una enzima que cataliza la siguiente reacción química:
oxaloacetato + H
2O {\displaystyle \rightleftharpoons } oxalato + acetato
Por lo tanto los dos sustratos de esta enzima son el oxaloacetato y agua, mientras que sus productos son el oxalato y el acetato.
La enzima pertenece a la familia de las hidrolasas, específicamente a aquellas que actúna sobre los enlaces carbono-carbono en sustancias cetónicas. El nombre sistemático de esta enzima es oxaloacetato acetilhidrolasa, aunque a veces se la llama también oxaloacético hidrolasa. 